# مارك دودلي
مارك دودلي (بالإنجليزية: Mark Dudley)‏ (29 يناير 1990 بدونكاستر في المملكة المتحدة - ) هو لاعب كرة قدم بريطاني في مركز الظهير. لعب مع باتريك أتلتيك وديربي كاونتي وAlfreton Town F.C. ‏ ونادي تاموورث وهنكلي يونايتد ‏.

## وصلات خارجية
- مارك دودلي على موقع قاعدة بيانات كرة القدم.إي يو (الإنجليزية)
- مارك دودلي على موقع Soccerbase.com (لاعب) (الإنجليزية)